# Ohrlöffel
Ohrlöffel (auch Ohrenreiniger) sind ein löffelartiges Besteck zum Reinigen der Ohren, eine Art von Curette. Sie sind in der Verwendung den verbreiteten Wattestäbchen vorzuziehen, sollten jedoch ebenfalls nur von Fachpersonal angewandt werden, um Verletzungen im Gehörgang oder am Trommelfell zu vermeiden.

## Geschichte
Als Toilettebesteck wurden sie in früheren Zeiten häufig mit einer kleinen Pinzette zusammen, an einem kleinen Ring verbunden, verwendet.
Ohrlöffel sind durch Funde seit der Bronzezeit nachgewiesen. In Großbritannien gibt es Funde aus der Römerzeit sowie angelsächsische Ohrlöffel aus dem 9. Jahrhundert. In Skandinavien sind Ohrlöffel aus der Zeit der Wikinger bekannt.
Im Dithmarscher Landesmuseum ist ein silberner Besteckköcher mit Zahnhaken und Ohrlöffel aus der Zeit um 1600 ausgestellt.

## Reinigung von Ohrmuscheln nach Ländern

### China
Die ersten historischen Spuren der Ohrreinigung stammen aus der Han-Dynastie.

### Japan
In Japan ist das Schrubben der Ohren ein uralter Ritus, der ursprünglich in der Familie praktiziert wurde. Mimikaki (mimi, «ohr», kaki, «Reinigung») genannt, soll in der Edo-Zeit begonnen haben und wurde von der Mehrheit der Japaner aus einem zunächst physiologischen Grund angenommen. Sie haben zum größten Teil ein trockenes und bröckeliges Ohrenwachs und sind nicht fettig und feucht wie das der Kaukasier, wobei dieser Unterschied in der Textur auf das ABCC11 zurückzuführen ist.
Mimikaki und ASMR teilen eine gemeinsame Philosophie, die auf der Ethik der Fürsorge basiert, was die Mode von ASMR-Videos erklärt, die die Ohrenreinigung inszenieren.

## Galerie

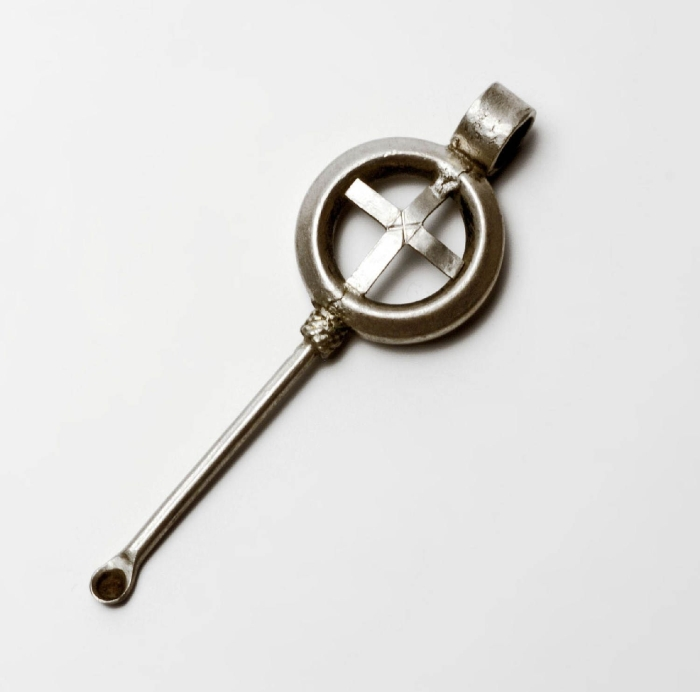
Historischer Ohrlöffel aus Silber
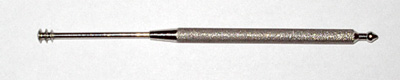
Ohrlöffel aus Metall
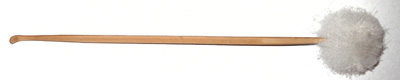
Ohrlöffel aus Bambus
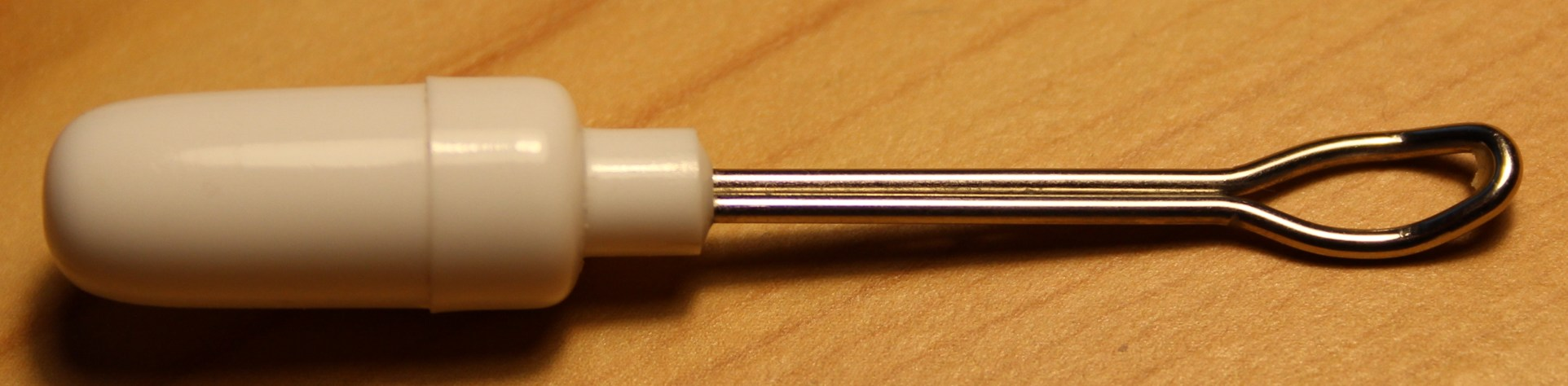
Ohrenreiniger aus Metall